# Oleksiy Hontcharenko
Oleksiy Gontcharenko, ou Hontcharenko (en ukrainien : Гончаренко Олексій Олексійович), est un homme politique ukrainien, né le 16 septembre 1980 à Odessa.
Il est président du conseil régional d'Odessa en 2014 et directeur de l'organisation publique « Qualité de vie ». En 2014, il est élu à la Verkhovna Rada sur la liste du Bloc Petro Porochenko. Il est réélu lors des élections législatives de 2019, en tant que candidat indépendant dans une circonscription à siège unique (Podilsk). Président de la commission de l'APCE  sur les migrations, les réfugiés et les personnes déplacées .

## Biographie
Oleksiy Gontcharenko est le fils de l’ancien maire d’Odesa, Oleksii Kostusiev. Ses parents ont divorcé quand il avait 3 ans .
De 1999 à 2001, Oleksiy Gontcharenko est employé au poste médical d’urgence d’Odesa. En 2002, il obtient un diplôme avec mention de l’université de médecine, mais poursuit une carrière politique plutôt que médicale.
En 2002, à l’âge de 21 ans, il se présente sans succès à l’élection municipale d’Odessa dans le quartier Tairovo pour le Parti vert d’Ukraine. Ensuite, il est employé comme assistant du conseiller municipal élu.
À compter de 2002, Oleksiy Gontcharenko poursuit des études à l’École supérieure de gestion financière de la fédération de Russie, à Moscou : en 2005, il en sort diplômé en économie.

### Activités politiques
En 2005, il a été élu comme le président de l’organisation du parti «Soyouz» de la ville d’Odessa.
En 2006 et 2010, il a été élu au conseil municipal d’Odessa par le Parti des régions.
Lors des élections de 2012 à la Verkhovna Rada d’Ukraine, il s’est présenté dans la circonscription majoritaire 133 (à Odessa) et a perdu contre Ihor Markov avec 20,6 % des voix (Markov a obtenu 26,6 %).
Avant Euromaïdan, M. Gontcharenko était membre du Parti des régions. Le 19 février 2014, après les premiers décès lors de l’Euromaïdan, M. Gontcharenko a rédigé une déclaration dans laquelle il démissionnait du Parti des régions.
Lors des élections législatives de 2014, il est élu à la Verkhovna Rada dans le Bloc Petro Porochenko en tant que numéro 40 sur la liste du parti. Il est devenu chef adjoint de la faction.
Lors des élections de 2019 à la Verkhovna Rada, M. Gontcharenko a été réélu en tant que candidat indépendant dans la circonscription à mandat unique 137 (Podilsk). M. Gontcharenko était membre de la faction Solidarité européenne de la Verkhovna Rada.
Le 1er mars 2015, M. Gontcharenko a été arrêté par la police russe lors de la marche à la mémoire de Nemtsov. Selon M. Gontcharenko, il a été privé d'assistance médicale et juridique pendant sa détention. M. Gontcharenko a été libéré le lendemain, mais il a promis de poursuivre le ministère russe de l’Intérieur.
Il a été mis sur la liste des sanctions de la Russie.

### Assemblée parlementaire du Conseil de l'Europe
Depuis 2015, Oleksiy Gontcharenko est membre de la délégation permanente de la Verkhovna Rada auprès de l’Assemblée parlementaire du Conseil de l’Europe. Toutes ces années, il a vivement critiqué la Russie pour ses violations des droits de l’homme. Depuis 2019, il s’oppose au retour de la délégation russe à l’APCE.
Lors de ses interventions à l’Assemblée parlementaire, il a critiqué Moscou pour les violations des droits de l'homme en Crimée temporairement occupée et dans certaines parties des régions de Donetsk et de Louhansk, combattant la propagande russe et les récits que le Kremlin a semé par l’intermédiaire  de ses délégués à l’APCE.
Le 9 octobre 2018, Oleksiy Gontcharenko s’est adressé à l’Assemblée parlementaire du Conseil de l’Europe en portant de gros gants en caoutchouc. Il a déclaré qu’il serait «dangereux de serrer des mains et de toucher des poignées de porte» sans gants, faisant allusion aux accusations de la Russie d’avoir empoisonné la famille de Skripal.
Il a soulevé à plusieurs reprises la question des violations des droits de l’homme au Biélorussie et des actions illégales du régime de Loukachenko. En septembre de cette année, le Conseil de l’Europe a mis en place un organe spécial chargé de surveiller la situation au Biélorussie. Oleksiy Gontcharenko a pris part à cela : il a fait appel à plusieurs reprises au Secrétaire général du Conseil de l’Europe avec cette proposition.
Lors de la session de printemps de l’APCE en 2022, il a activement plaidé pour la création d’un tribunal international qui enquêterait sur les crimes de guerre commis par la Russie en Ukraine. Il appert que l’APCE a appelé à la création urgente d'un tel tribunal peu de temps après.
Oleksiy Gontcharenko travaille activement à la protection des droits des réfugiés ukrainiens en Europe. En juin 2024, la Commission des migrations de l'APCE, qu'il présidait, a préparé un rapport spécial « Appel urgent à l'Europe et à ses partenaires : solutions politiques immédiates et à long terme pour soutenir les personnes déplacées d'Ukraine ». Il propose un certain nombre de mesures qui amélioreront la situation des réfugiés ukrainiens en Europe.

### Guerre en Ukraine
Après le début de l'invasion russe à grande échelle de l’Ukraine, Oleksiy a continué à lutter contre la propagande russe à laquelle M. Gontcharenko avait été confronté pendant les huit années de la guerre. Il a commencé à collaborer activement avec des dizaines de médias internationaux afin de faire connaître au monde entier la vérité sur la situation réelle en Ukraine et d’attirer l’attention sur les mesures de soutien nécessaires que les pays occidentaux pourraient apporter.
Il a organisé des réunions en ligne avec des membres du Congrès américain et a préconisé des sanctions plus sévères contre la Russie. Par exemple, lors d’un discours devant 50 membres du Congrès américain, il a fait pression pour un embargo sur le pétrole et le gaz russes. Les États-Unis ont ensuite imposé une interdiction des exportations de pétrole russe.
Lors de la session de printemps de l’APCE en avril 2022, il a plaidé en faveur d’un tribunal international spécial pour les crimes de guerre russes en Ukraine. En conséquence, l’Assemblée parlementaire a adopté une résolution demandant la création d’un tel tribunal.
Lors d’une visite à Londres en mai 2022, il a évoqué la question d’un tribunal international au cours d’une conversation avec la désormais ancienne ministre des affaires étrangères, Liz Truss. L’ancienne ministre britannique des affaires étrangères a assuré qu’elle avait déjà discuté d’une telle possibilité avec le procureur général du pays.
Lors du sommet de l’OTAN à Madrid, il a évoqué les questions de sécurité en Ukraine et en Europe avec des responsables politiques européens de premier plan.
Oleksiy Goncharenko a donné des conférences sur l'Ukraine à l'Ivy League : Yale, à l'Université de Pennsylvanie, à l'Université de Princeton et au Dartmouth College.
Un tribunal de Moscou a condamné Goncharenko par contumace à 10 ans de prison. Désormais, il « doit » passer trois ans en prison et sept ans dans un pénitencier, et ne peut plus administrer de sites Web. Le tribunal russe estime que le député ukrainien a diffusé des "contrefaçons" motivées par la haine politique, justifié le terrorisme et incité à la haine par des menaces de violence.

### Biélorussie
Avant les élections de 2020 en Biélorussie, M. Goncharenko a compris que Loukachenko pouvait usurper le pouvoir et a créé l’association inter-factionnaire «Pour la Biélorussie démocratique » au sein de la Verkhovna Rada afin de suivre la situation dans le pays voisin au niveau parlementaire. Par la suite, Loukachenko s’est montré très réticent à transférer le pouvoir de manière démocratique et a commencé à persécuter l’opposition, en réprimant les manifestations de masse par la force, en torturant les manifestants détenus, puis en ouvrant des dossiers criminels.
M. Goncharenko a soulevé à plusieurs reprises la question des violations des droits de l’homme à la Biélorussie à l’Assemblée parlementaire du Conseil de l’Europe.
Il entretient également des contacts avec le bureau de Svitlana Tikhanovska. Au cours de la réunion, ils ont discuté de la situation des droits de l’homme au Biélorussie ainsi que du soutien possible de l’Ukraine, notamment des moyens d’aider et de soutenir les Bélarussiens en Ukraine .

### Centre Gontcharenko
Oleksiy Gontcharenko est le fondateur du réseau ukrainien de centres éducatifs et culturels - le Centre Gontcharenko. Leur principal objectif est d’offrir aux habitants des petites villes ukrainiennes la possibilité d’étudier gratuitement des langues étrangères et d’améliorer leurs compétences dans d’autres domaines scientifiques et artistiques, ainsi que de leur donner la possibilité de participer à des activités sociales.
Des milliers d’enfants et d’adultes ont visité les centres sociaux et culturels. Grâce aux cours gratuits, les écoliers ont amélioré leurs connaissances et ont pu entrer facilement dans des établissements d’enseignement supérieur, tandis que les adultes ont été très motivés pour apprendre des langues étrangères et ont eu envie de maîtriser de nouvelles connaissances. Plus de 5 000 personnes ont suivi un cours d’anglais et ont obtenu le niveau A2 de compétence. 1 100 enfants ont été préparés à l’Évaluation indépendante externe d’anglais et d’histoire dans les centres Gontcharenko. Environ 25 000 personnes fréquentent les centres Gontcharenko chaque mois.
Les centres Gontcharenko sont financés par des mécènes et des sponsors prêts à investir dans l’éducation et un meilleur avenir pour les Ukrainiens.
Au 23 février 2022, il y avait 24 centres Gontcharenko, dont trois dans le Donbass : à Kramatorsk, Kostiantynivka et Lyman. Les centres Gontcharenko emploient environ 89 personnes. Après le début de la guerre, les centres Gontcharenko ont été réformés en centres de volontaires qui aident, désormais non seulement les blessés et les Ukrainiens dans le besoin, mais aussi les militaires. Les centres, situés dans la région du Donbass ainsi que dans la région de Kharkiv - dans le village de Derhatchi ainsi qu'à Tchernihiv (la situation était plus difficile dans ces villes en raison des bombardements et des offensives russes) ont travaillé aussi longtemps que possible.